# Gudo Visconti
Gudo Visconti là một đô thị ở tỉnh Milano, vùng Lombardia của Italia, khoảng 15 km về phía tây nam của Milano. Tại thời điểm ngày 31 tháng 12 năm 2004, đô thị này có dân số 1.404 và diện tích là 6 km².
Gudo Visconti giáp các đô thị sau:Gaggiano, Vermezzo, Zelo Surrigone, Morimondo, Rosate.